# Ухані
Ухані (пол. Uchanie) — село в Польщі, у гміні Ухані Грубешівського повіту Люблінського воєводства. Населення — 664 особи (2011).

## Назва
На думку мовознавиці Галини Вишневської, назва села походить від слова ухань (вухань).

## Історія
Ухані були винесеним на кордон Польщі та Русі сторожовим городищем Галицько-Волинського князівства. Городище згадане в подіях 1210 року: «Литва та ятвяги спустошували землю. Вони спустошили Турійськ та околиці Комова майже до Червена і бились у воріт Червена, а застава була в Уханях». Це городище прикривало Червень з півночі.
1436 року вперше згадується православна церква в селі.
За даними етнографічної експедиції 1869—1870 років під керівництвом Павла Чубинського, у селі проживали греко-католики, які розмовляли українською мовою.
У 1928—1932 роки польська адміністрація в рамках великої акції руйнування українських храмів на Холмщині і Підляшші знищила місцеву православну церкву.
У 1975—1998 роках село належало до Замойського воєводства.

## Населення
Демографічна структура станом на 31 березня 2011 року:
|          | Загалом | Допрацездатний вік | Працездатний вік | Постпрацездатний вік |
| -------- | ------- | ------------------ | ---------------- | -------------------- |
| Чоловіки | 330     | 47                 | 233              | 50                   |
| Жінки    | 334     | 55                 | 186              | 93                   |
| Разом    | 664     | 102                | 419              | 143                  |

## Особистості

### Народилися
- Олег Криса (нар. 1942) — українсько-американський скрипаль і музичний педагог.
- Якуб Уханський (1502—1581) — польський шляхтич, католицький релігійний діяч.